# قناة لين

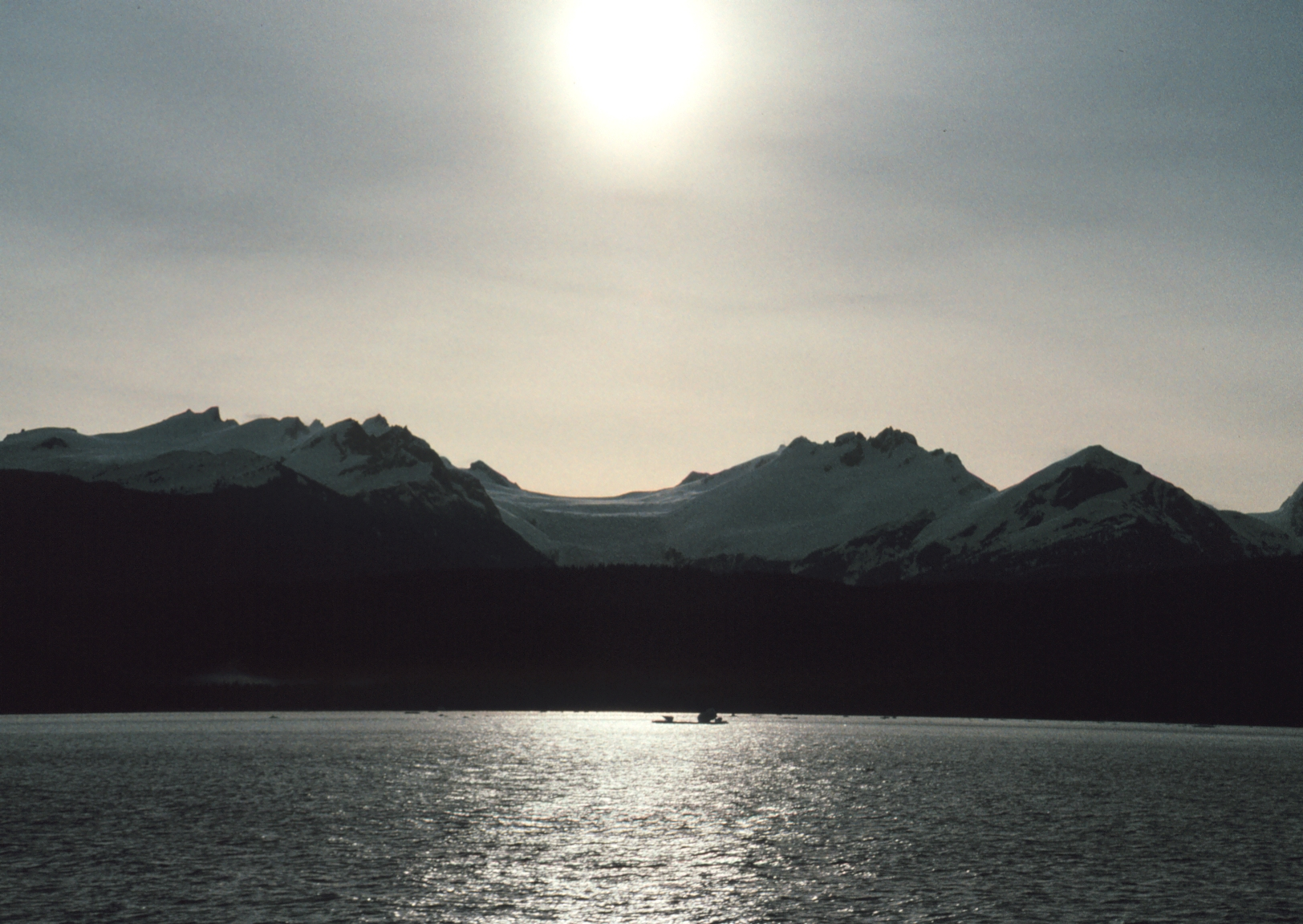
قناة لين

قناة لين هي مدخل (وليست قناة صناعية) إلى البر الرئيسي لجنوب شرق ألاسكا. تمتد قناة لين حوالي 90 ميل (140 كم) من مداخل نهر شيلكات جنوبًا إلى مضيق تشاثام وممر ستيفنس. على عمق أكثر من 2000 قدم (610 م)، تعد قناة لين أعمق مضيق بحري في أمريكا الشمالية (خارج جرينلاند) وواحدة من أعمق وأطول المضايق في العالم. الجزء الشمالي من ضفائر القناة يدخل في مداخل تشيلكات وتشيلكوت ومدخل تايا.

## التاريخ
التلينجيت هم السكان الأصليون لشواطئ قناة لين وممراتها المائية. تم استكشاف المدخل لصالح البحرية الملكية بواسطة جوزيف ويدبي في عام 1794 وأطلق عليه جورج فانكوفر اسم مسقط رأسه، كينقز لين، بمقاطعة نورفولك بإنجلترا.
في أبريل 1811، حارب تاجر الفراء البحري الأمريكي صامويل هيل، قبطان أوتر، شيلكات تلينجيت في مدخل تشيلكات بقناة لين. قُتل اثنان من طاقم هيل، بما في ذلك زميله الثاني وحارس يومياته ريتشارد كيمب، ربان قاربه، وأصيب ستة آخرون. وفقًا للكابتن هيل، فقد عانى التلينجيت من مقتل 40 شخصًا، من بينهم 13 زعيمًا. ألقى هيل باللوم على كل من زميله الأول والتلينجيت، لكنه كان معروفًا بالعنف وكثيرًا ما هاجم السكان الأصليين دون استفزاز. لعدة سنوات بعد معركة 1811، زار عدد أقل من السفن التجارية. بحلول عام 1821، أصبح الموقع مرة أخرى موقعًا تجاريًا منتظمًا، مع زيارات السفن مثل مينتور في عام 1821.

## المواصلات

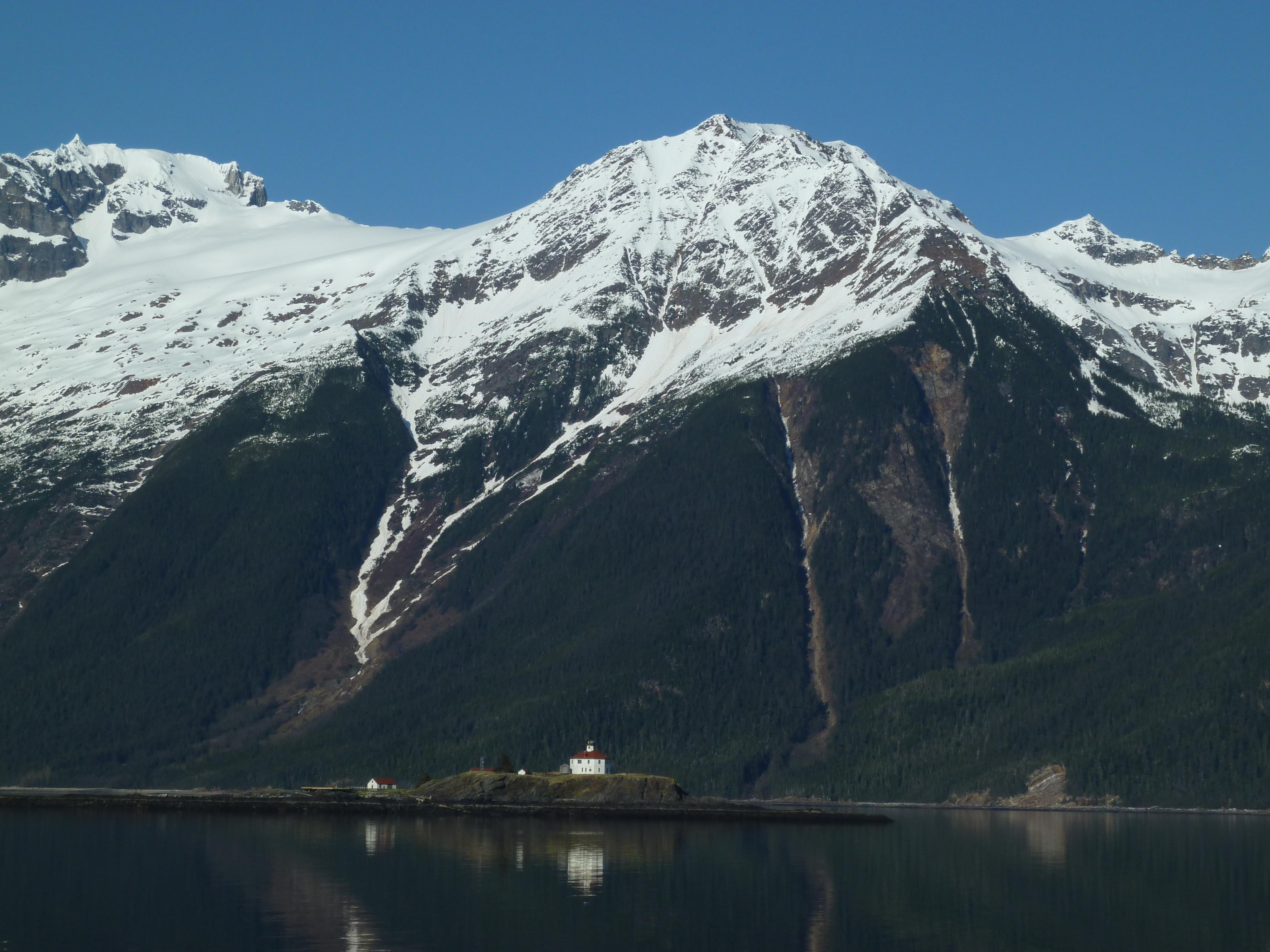
الصخور والانهيارات الجليدية في قناة لين

يربط موقع قناة لين كممر مائي مخترق إلى الداخل سكاغواي وهاينز، وجونو وبقية الممر الداخلي، مما يجعلها طريقًا رئيسيًا للشحن والسفن السياحية والعبارات.
أثناء البحث عن الذهب في كلوندايك كان طريقًا رئيسيًا إلى مدن سكاغواي ودييا المزدهرة ومن ثم إلى حقول الذهب في كلوندايك. وقعت أسوأ كارثة بحرية في تاريخ شمال غرب المحيط الهادئ في قناة لين خلال أكتوبر 1918، عندما كانت سفينة برنسيس إس إس صوفيا متجهة جنوبًا من سكاغواي، وتوقفت على فاندربيلت ريف وغرقت لاحقًا، مما أدى إلى فقدان جميع الركاب وأفراد الطاقم البالغ عددهم 343.
بعد اندفاع الذهب وإنشاء خط سكة حديد وايت باس وطريق يوكون، تم نقل الخام والبضائع الأخرى من إقليم يوكون على خط السكة الحديد إلى سكاغواي وميناء المياه العميقة ثم شحنها عبر قناة لين. ومع ذلك في السبعينيات والثمانينيات من القرن الماضي، تراجعت حركة الشحن مع تقلص نشاط التعدين في الداخل، واليوم يتم شحن القليل جدًا من البضائع في قناة لين.
حاليًا، يتم توفير وسائل النقل في القناة عن طريق عبّارات طريق ألاسكا البحري السريع. هناك أيضًا العديد من سيارات الأجرة المائية والعبّارات الأخرى المتاحة، ولكن نظام الطرق السريعة البحرية في ألاسكا هو الأكثر استخدامًا. مشروع ذو مستقبل غير مؤكد هو طريق قناة لين السريع.
بسبب الاستخدام العالي لقناة لين، قام خفر سواحل الولايات المتحدة بتركيب العديد من المنارات في أوائل القرن العشرين بما في ذلك إلدريد روك لايت، وسنتينل آيلاند لايت، وبوينت شيرمان لايت.
تاريخيًا، أثبتت قناة لين أنها ممر مائي متورط في النزاع على حدود ألاسكا، على شريط من الأرض يمتد على ساحل المحيط الهادئ بين كولومبيا البريطانية وألاسكا. وكان من المفيد بشكل خاص أن قناة لين أتاحت الوصول إلى يوكون، حيث تم العثور على الذهب في عام 1896. وقد دار النزاع بين المملكة المتحدة، التي كانت تسيطر آنذاك على العلاقات الخارجية لكندا، والولايات المتحدة، وتمت تسويته أخيرا في عام 1903 عن طريق التحكيم. وحكم المحكمون بأن القناة جزء من ألاسكا، وليس كولومبيا البريطانية.